# Mustafá I
Mustafa I (17 de octubre de 1600-20 de enero de 1639) fue un sultán del Imperio otomano durante dos periodos, que abarcan desde 1617 a 1618 y desde 1622 a 1623.
Del hermano de Ahmed I, Mustafa, se tienen noticias de que padeció retraso mental o al menos neurosis y no fue nada más que un instrumento empleado en las confabulaciones tramadas en las camarillas de la corte del Palacio de Topkapı. Durante el reinado de su hermano Ahmed I, estuvo confinado en su cuarto, encarcelamiento tácito que se prolongó durante catorce años y que fue muy empleado a lo largo de la dinastía otomana con el nombre de Altın kafes («jaula dorada»).
En 1618 fue depuesto en favor de su joven sobrino Osman II, pero después del asesinato de Osman II en 1622 recuperó el trono y se mantuvo en él durante otro año. Fue finalmente depuesto y enviado al palacio Bayezid, siendo su sucesor su sobrino Murad IV. Moriría dieciséis años más tarde por causas naturales.
Se cree que tuvo dos esposas llamadas Gencinihan Hatun quién habría sido madre de dos niñas y 
Zamane Hatun madre de un niño y una niña.